# Symmetrie (natuurkunde)
In de natuurkunde verstaat men onder symmetrie alle kenmerken van een natuurkundig systeem die de eigenschap van symmetrie vertonen. Dat wil zeggen dat onder bepaalde transformaties aspecten van deze systemen "ongewijzigd" blijven volgens een bepaalde observatie. Een symmetrie van een natuurkundig systeem is een natuurkundig en wiskundig kenmerk van dit systeem (waargenomen of intrinsiek), dat onder een willekeurige verandering "bewaard" blijft.

## Conservatiewetten en symmetrie
De symmetrie-eigenschappen van een natuurkundig systeem zijn nauw gerelateerd aan de behoudswetten die een dergelijk systeem karakteriseren. De stelling van Noether geeft een nauwkeurige beschrijving van deze relatie. Deze stelling houdt in dat elke continue symmetrie van een natuurkundig systeem impliceert dat een bepaalde natuurkundige eigenschap van dat systeem behouden blijft. Omgekeerd heeft elke behouden grootheid een overeenkomstige symmetrie. De isometrie van de ruimte geeft aanleiding tot behoud van (lineaire) impuls, en de isometrie van de tijd geeft aanleiding tot behoud van energie.
De onderstaande tabel geeft een overzicht van enige fundamentele symmetrieën en de daarbij horende grootheid.
| Klasse                                                       | Invariantie                            | Behouden hoeveelheid   |
| ------------------------------------------------------------ | -------------------------------------- | ---------------------- |
| Eigenlijk orthochronous Lorentzsymmetrie                     | translatie in tijd (homogeniteit)      | behoud van energie     |
|                                                              | translatie in de ruimte (homogeniteit) | lineaire impuls        |
|                                                              | rotatie in ruimte (isotropy)           | impulsmoment           |
| Discrete symmetrie                                           | P, coördinateninversie                 | ruimtelijke pariteit   |
|                                                              | C, ladingconjugatie                    | ladingpariteit         |
|                                                              | T, tijdsomdraaiing                     | tijdspariteit          |
|                                                              | CPT                                    | product van pariteiten |
| Interne symmetrie (onafhankelijk van ruimtetijd coördinaten) | U(1) ijktransformatie                  | elektrische lading     |
|                                                              | U(1) ijktransformatie                  | lepton generatiegetal  |
|                                                              | U(1) ijktransformatie                  | hyperlading            |
|                                                              | U(1)Y ijktransformatie                 | zwakke hyperlading     |
|                                                              | U(2) [U(1)xSU(2)]                      | elektrozwakke kracht   |
|                                                              | SU(2) ijktransformatie                 | isospin                |
|                                                              | SU(2)L ijktransformatie                | zwakke isospin         |
|                                                              | PxSU(2)                                | G-pariteit             |
|                                                              | SU(3) "winding getal"                  | baryongetal            |
|                                                              | SU(3) ijktransformatie                 | quarkkleur             |
|                                                              | SU(3) (bij benadering)                 | quarksmaak             |
|                                                              | S((U2)xU(3)) [ U(1)xSU(2)xSU(3)]       | Standaardmodel         |

### Algemeen
- (en)  Anthony Zee, (2007) Fearful Symmetry: The search for beauty in modern physics, 2nd ed. Princeton University Press. ISBN 978-0691009469. 1986 1st ed. gepubliceerd door Macmillan.

### Technisch
- (en)  Mouchet, A., "Reflections on the four facets of symmetry: how physics exemplifies rational thinking". European Physical Journal H 38 (2013) 661 hal.archives-ouvertes.fr:hal-00637572
- (en)  Bas Van Fraassen, (1989) Laws and symmetry. Oxford Univ. Press.
- (en)  Eugene Wigner, (1967) Symmetries and Reflections. Indiana Univ. Press.